# Nuoto ai XIII Giochi paralimpici estivi - 50 m stile libero maschili S3

## Record
Prima di questa competizione, il record del mondo (WR) e il record paraolimpico (OR) erano i seguenti.
|  | 45.65 | Kovar M Rep. Ceca | 25 settembre 2004 Atene, Grecia |
|  | 45.65 | Kovar M Rep. Ceca | 25 settembre 2004 Atene, Grecia |

## Medaglie
| Posizione | Atleta              | Paese         | Tempo | Note |
| --------- | ------------------- | ------------- | ----- | ---- |
|           | Dmytro Vynohradets' | Ucraina       | 42.60 | WR   |
|           | Du Jianping         | Cina          | 44.19 |      |
|           | Byeong-Eon Min      | Corea del Sud | 45.75 |      |